# Aszalai Imre
Aszalai Imre (1957 –) labdarúgó, hátvéd.

## Pályafutása
1975 és 1977 között a Csepel labdarúgója volt. 1977 és 1980 között az MTK-VM csapatában szerepelt és tagja volt az 1977–78-as bronzérmes csapatnak. Az élvonalban 77 bajnoki mérkőzésen szerepelt és kilenc gólt szerzett.

## Sikerei, díjai
- Magyar bajnokság
  - 3.: 1977–78